# نادي هوشي منه سيتي
نادي هو شي منه لكرة القدم (بالفيتنامية:Câu lạc bộ Bóng đá Thành phố Hồ Chí Minh)، هي نادي رياضي لكرة القدم في فيتنام، أسست سنة 1975م وتقع في مدينة هو تشي منه، حيث حققت لقب الدوري الفيتنامي الدرجة الثانية.